# Abul Wafa (hố)

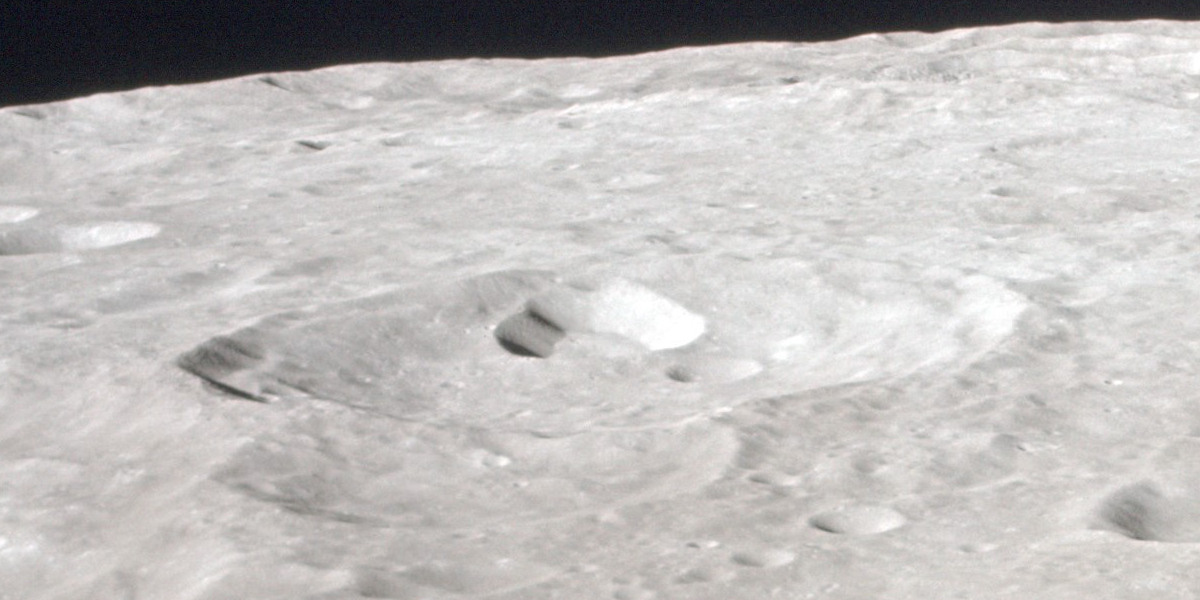
Tầm nhìn gần từ Apollo 12

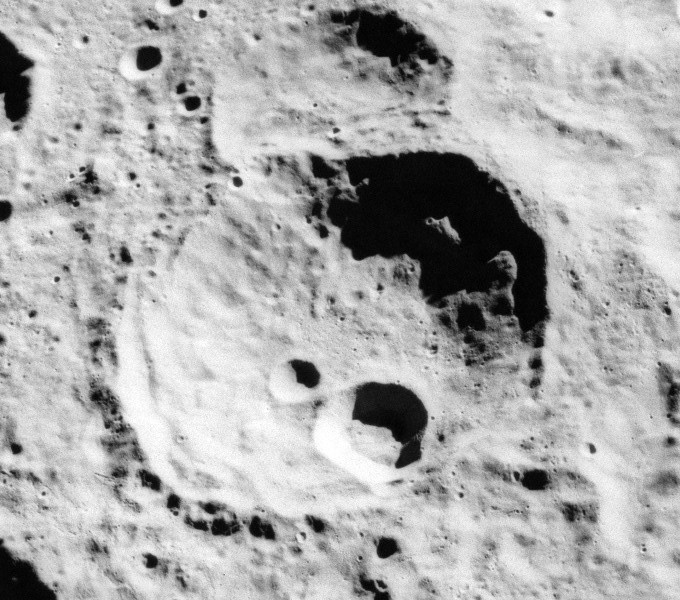
Tầm nhìn gần từ Apollo 16

Abul Wafa là một hố va chạm nằm gần xích đạo Mặt Trăng trên nửa không nhìn thấy được của Mặt Trăng, được đặt tên theo sau nhà toán học và nhà thiên văn học người Ba Tư Abu al-Wafa' Buzjani. Về phía đông của hố là cặp hố Ctesibius và Heron. Nằm ở đông bắc là hố lớn King, và ở phía tây nam là hố Vesalius.
Vành đai của hố này, một cách nào đó, giống với hình kim cương tròn. Vành và tường trong được làm tròn từ xói mòn, và mất đi độ rõ nét. Có những đá ngầm xung quanh hầu hết các tường bên trong được đắp cao hoặc những con dốc xuống toàn đá vụn.
Một vài hố nhỏ nhưng đáng để chú ý nằm ở bề mặt bên trong của vành bắc của hố Abul Wáfa, có một dải hố nhỏ gắn liền với bức tường tây nam ngoài. Vành ngoài tương đối không chịu ảnh hưởng của va chạm, và thềm bên trong chỉ được đánh dấu bằng một số hố nhỏ.

## Hố vệ tinh
Theo quy ước, những tính chất này được xác định trên bản đồ bằng cách đặt từng chữ cái là tâm của các hố vệ tinh gần với Abul Wáfa nhất.
| Abul Wáfa | Vĩ độ  | Kinh độ  | Đường kính |
| --------- | ------ | -------- | ---------- |
| A         | 1.4° B | 116.8° Đ | 16 km      |
| Q         | 0.2° B | 115.7° Đ | 30 km      |